# Klaviersonate Nr. 16 (Beethoven)

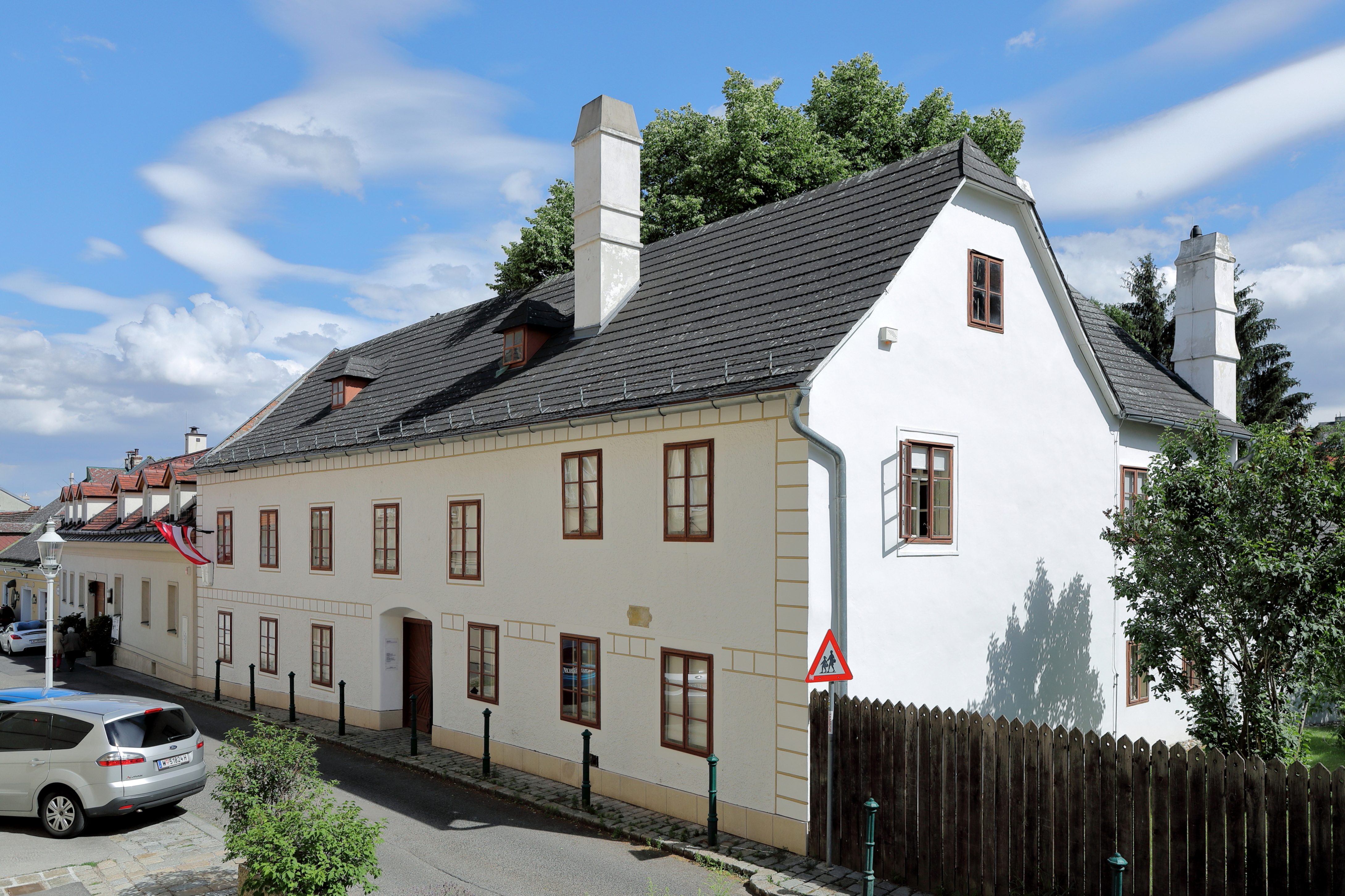
Haus des Heiligenstädter Testaments im heutigen Wien, in dem Beethoven während seines Kuraufenthalts in Heiligenstadt wohnte

Ludwig van Beethovens Klaviersonate Nr. 16 G-Dur op. 31 Nr. 1  entstand etwa im Sommer 1802 und wurde im April 1803 veröffentlicht. Prägend ist der humorvolle Umgang mit Gepflogenheiten und Klangsprache der Klaviersonate. Eine Aufführung dauert etwa 20 bis 25 Minuten.

## Hintergrund und Überlieferung
Der Autograph und die Stichvorlage der 16. Klaviersonate gelten als verschollen, erste musikalische Ideen sind jedoch im Keßlerschen Skizzenbuch notiert. Die hauptsächlichen Kompositionsarbeiten scheinen im Sommer 1802 erfolgt zu sein, in dem sich Beethoven in Heiligenstadt bei Wien aufhielt und auch das Heiligenstädter Testament verfasste, worin er seine Lebenskrise dokumentierte. Diese mag schließlich auch ein Grund dafür sein, dass Beethoven sich auf die Suche nach neuen musikalischen Ausdrucksformen und Erneuerungsmöglichkeiten der Sonate begab.
In seinem Opus 31 fasste Beethoven zum letzten Mal verschiedene, eigenständige Sonaten unter einer Opuszahl zusammen: Wahrscheinlich im Mai 1802 bat der Zürcher Musikverleger Hans Georg Nägeli um drei Sonaten für eine Heftreihe mit zeitgenössischer Klaviermusik, später sogar noch um eine vierte Sonate, so dass schließlich zwei Hefte mit je zwei Sonaten in Druck gehen konnten. Es blieb jedoch bei den drei Sonaten, und ein Heft mit der 16. und 17. Klaviersonate erschien im April 1803 ohne Opuszahl. Der Nachdruck bei Cappi & Diabelli führt das Werk noch mit der Opuszahl 29, unter der heute das Streichquintett steht. Nägelis Edition war jedoch so sehr mit Fehlern und eigenmächtigen Ergänzungen gespickt, dass sich Beethoven zu einer Edition très correcte, also einer richtiggestellten Ausgabe veranlasst sah, die schließlich ab dem Herbst 1803 bei Nikolaus Simrock erschien, hier nun unter der Opuszahl 31.

## Aufbau und Musik
In seiner 16. Klaviersonate kehrt Beethoven zur herkömmlichen Sonatensatzform zurück. Der Grundcharakter des Werkes ist verspielt und fröhlich, spielerische Rhythmik und unkonventionelle Einfälle prägen die drei Sätze. Schon kurz nach Veröffentlichung wurde die Sonate als originell und teilweise bizarr empfunden. Für den Pianisten András Schiff ist sie „ein überaus witziges Werk, vielleicht die witzigste Sonate überhaupt aus Beethovens Hand“. Gleichzeitig sei sie virtuos, extrovertiert und voller überraschender Einfälle.
Im Überblick ergibt sich die folgende Struktur:
- Erster Satz: Allegro vivace, G-Dur, 2/4 Takt, 325 Takte
- Zweiter Satz: Adagio grazioso, C-Dur, 9/8 Takt, 119 Takte
- Dritter Satz: Rondo, Allegretto, G-Dur, alla breve, 275 Takte

### Erster Satz

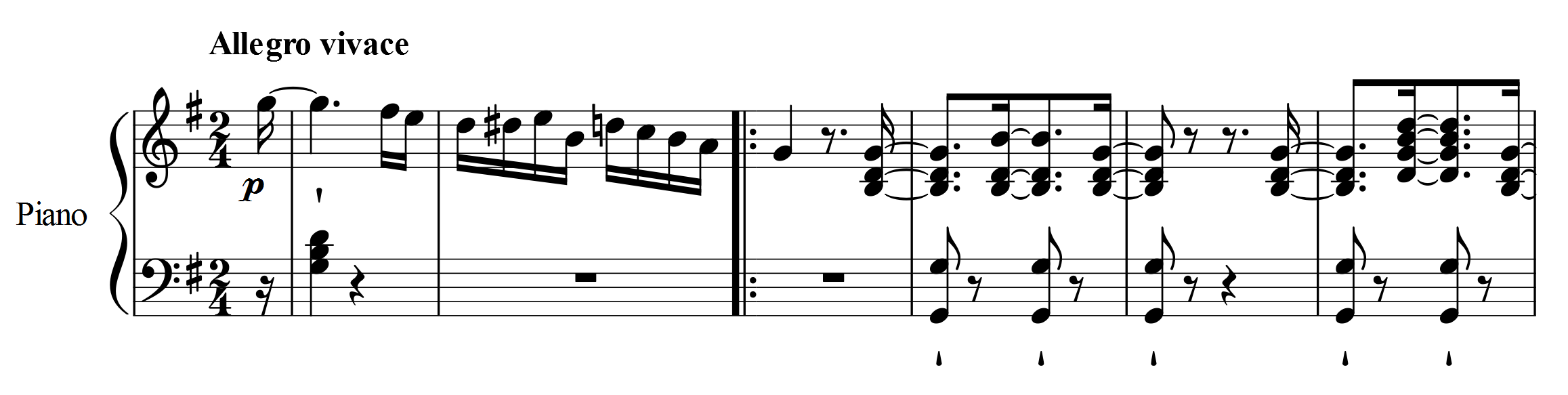
Beginn des ersten Satzes

Die Eigenwilligkeit der 16. Klaviersonate zeigt sich schon ganz zu Beginn: Der erste Satz eröffnet mit einer Kadenzformel, die genauso gut das Ende einer Bagatelle sein könnte. Immer wieder kommt die rechte Hand eine Sechzehntelnote vor der linken, was den Eindruck eines Hinterherhinkens erzeugt, obwohl oder weil die linke Hand „korrekt“ immer auf der Hauptzählzeit einsetzt. Diese Figur tritt im Verlauf des ersten Satzes immer wieder in Erscheinung. Auch an weiteren Stellen bricht Beethoven augenzwinkernd mit der Sonatentradition: Aus der üblichen achttaktigen Periode des Hauptsatzes werden schließlich elf Takte, beim zweiten Auftreten werden die elf Takte in der Doppelsubdominante F-Dur ausgeführt. Der Seitensatz beginnt in der Obermedianttonart H-Dur und wird schließlich in der Variante h-Moll fortgeführt – bezeichnenderweise die Paralleltonart zur für Seitensätze eigentlich standardmäßigen Dominanttonart (hier D-Dur). In der Durchführung werden die virtuosen Sechzehntelläufe der Exposition aufgegriffen und fortgeführt. Die Reprise ist harmonisch vergleichbar instabil wie die Exposition, dies wird durch eine längere Coda ausgeglichen.
Der Pianist Ronald Brautigam sagte zu diesem Satz: „Ich glaube, Beethoven hatte diese Idee, ein Stück zu schreiben, wo die linke und die rechte Hand immer nicht zusammen sind. Das ist die ganze Idee dahinter. Es ist eigentlich ein ganz komischer Satz. Ich stelle mir vor, dass Beethoven ganz viel Spaß hatte, als er dieses Allegro komponierte.“

### Zweiter Satz

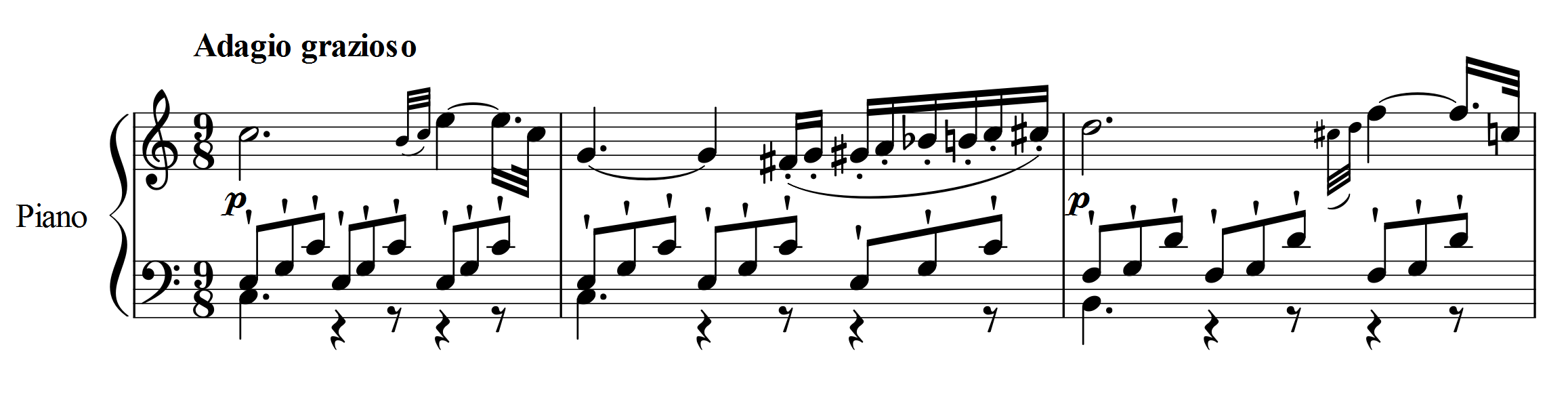
Beginn des zweiten Satzes

Der Adagio-Satz gehört zu den längsten unter Beethovens Sonaten. Über einer mandolinenartigen Bassfigur im 9/8-Takt entfaltet sich die kunstvoll ausgeschmückte, äußerst kantable Sopranstimme. Der Aufbau ist dreiteilig, im B-Teil wechselt der Satz zum Kontrast ins Moll. Häufig wurde die Gesamtanlage mit einer Serenade vergleichen. Johannes Forner fühlt sich hier an Belcanto-Arien ähnlich denen Rossinis erinnert: „Hier singt sich Beethoven aus, und es will scheinen, als wolle er kein Ende finden.“ András Schiff nennt dieses Nichtendenwollen eine „verschwenderische Fülle“, die sich in der Coda noch im herrlichen Gesangsduett zeigt.

### Dritter Satz

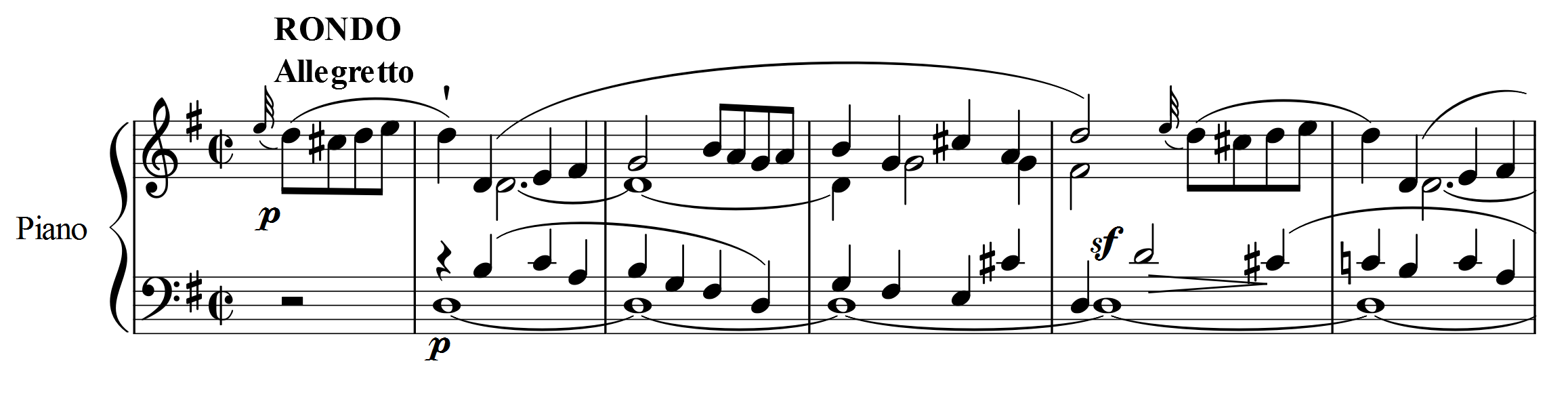
Beginn des dritten Satzes

Als Rondo gestaltet, wird der Hauptsatz immer wieder mit rhythmisch treibenden Figuren kontrastiert. Das leiterfremde cis der Anfangsformel bietet im Folgenden weiteren Anlass zu harmonischen Spielereien. Gegen Ende des Satzes gelangt der musikalische Fluss zu einer kurzen Adagio-Meditation, nur um schließlich im Presto das Ende des Stückes herbeizuführen, wobei ein letztes Mal an den ersten Sonatensatz erinnert wird.